# Kornelia Strzelecka
Kornelia Strzelecka (ur. 22 kwietnia 1993 w Szczecinie) – polska aktorka filmowa, teatralna i serialowa, scenarzystka oraz modelka. Pracowała jako drugi reżyser.

## Życiorys
Uczęszczała do gimnazjum nr 16 przy XIII L.O. w Szczecinie. Następnie do klasy IB w II Liceum Ogólnokształcącym, ukończyła maturę międzynarodową i rozpoczęła studia na Uniwersytecie Jagiellońskim na kierunku prawo. Ukończyła szkołę teatralną The Ruskin School of Acting w Santa Monica, szlifowała umiejętności w Margie Haber Studio oraz Ivana Chubbuck Studio w Los Angeles. Ma czarny pas w karate. Prowadziła zajęcia z karate w dojo w Los Angeles. Swoje życie dzieli pomiędzy dwa kraje: Stany Zjednoczone i Polskę.

## Filmografia
Filmy
- 2021 Dziewczyny z Dubaju (film) jako Malina
- 2022 Pod wiatr(inne języki) jako Magda
- 2024 Tokyo Tea Tango (film krótkometrażowy) jako kobieta

Seriale
- 2020 Królestwo kobiet jako Kiki
- 2021–2024 The Office PL jako Asia Kasprzyk
- 2021 FBI: International jako Nadia Balan
- 2023 Ojciec Mateusz jako siostra Marta
- 2023 Lipowo. Zmowa milczenia jako Sarenka
- 2024 Krucjata, sezon II Znak bliźniąt, jako dziennikarka Weronika

## Audiobooki
- 2022 Projekt Riese jako Natalia „Natasza” Szatecka[5]
- 2023 Langer jako młoda Chyłka[6]
- 2024 Operacja Mir jako Natalia „Natasza” Szatecka[7]

## Teatr
- 2024: Klub Niepokornych Joanny Kowalskiej (reż. Piotr Ratajczak), Teatr Garnizon Sztuki jako Klaudia[8]

## Nagrody
- 2022 Empik Best Audio Awards – najlepsza rola żeńska – „Natasza” w produkcji Projekt Riese[9]
- 2024 Best Stream Awards – najlepsza rola żeńska – audiobook za rolę „Natasza” w produkcji Operacja Mir[10]